# Peperomia fuertesii
Peperomia fuertesii är en pepparväxtart som beskrevs av C. Dc.. Peperomia fuertesii ingår i släktet peperomior, och familjen pepparväxter. Inga underarter finns listade i Catalogue of Life.